# NGC 5354
NGC 5354 ist eine Linsenförmige Galaxie mit aktivem Galaxienkern (LINER-Typ) vom Hubble-Typ S0 im Sternbild Jagdhunde und etwa 119 Millionen Lj von der Erde entfernt. Sie wurde am 14. Januar 1788 von Wilhelm Herschel mit einem 18,7-Zoll-Spiegelteleskop entdeckt, der sie dabei mit „Two. Both pB, S, R, 2′ distant in the same meridian“ beschrieb.
NGC 5354 bildet mit NGC 5353 keine gravitationell gebundene und wechselwirkende Doppelgalaxie. Auch wenn sie optischen dich beieinander zu stehen scheinen, so steht NGC 5354 mehr als 10 Millionen Lichtjahre hinter NGC 5353. Beide zusammen sind Teil einer Galaxiengruppe, die auch unter dem Namen Hickson Kompakt Gruppe 68 bekannt ist. Dieser Gruppe gehören unter anderem die Galaxien NGC 5311, NGC 5313, NGC 5350, NGC 5355 und NGC 5358 an.